# James Lewis Kraft
James Lewis Kraft, abbreviato J. L. Kraft o James L. Kraft (Stevensville, 11 dicembre 1874 – Skokie, 16 febbraio 1953), è stato un inventore e imprenditore canadese e statunitense ricordato per aver fondato la Kraft Foods e  brevettato per primo il metodo di produzione del formaggio a pasta fusa.

## Biografia

### La gioventù e i primi anni di attività
Kraft nacque vicino a Stevensville, una comunità a nord di Fort Erie da Minerva Alice, nata Tripp (1848–1933), e George Franklin Kraft (1842–1914), un contadino di origine tedesche. Formatosi nell'area di Stevensville, Kraft lavorò dal 1901 al 1902 nelle vicinanze del Ferguson's General presso Fort Erie. Secondo quanto dichiarò Alice, la sorella di Kraft, il futuro imprenditore lavorava per la Kraft Bros. trasportando prodotti lattiero-caseari nella zona di Pleasant Point di Fort Erie con un carro trainato da cavalli. Nel 1902, Kraft emigrò a Buffalo, dove operò in qualità di segretario e tesoriere della Shefford Cheese Company. L'anno seguente divenne un partner della suddetta azienda, ma interruppe l'attività quando, durante un suo viaggio a Chicago, i suoi soci iniziarono a gestire la società in sua assenza.
Ormai trapiantato nella nuova città, Kraft spese i suoi rimanenti 65 dollari per affittare un cavallo e un carro e, nel 1903, iniziò ad acquistare formaggi all'ingrosso che poi vendeva nei negozi di alimenti locali. Un anno dopo, inviò una lettera a un amico in cui dichiarava: "In questo momento dispongo di un'azienda relativamente piccola, ma so cosa posso fare e sono convinto che, in meno di cinque anni, avrò una delle migliori attività di vendite al dettaglio della città." Stando alle fonti, Kraft incontrò vari ostacoli fino a quando, nel 1907, egli decise di considerare "Dio un socio" dell'azienda. Con il passare del tempo, Kraft ebbe sempre più successo e iniziarono a collaborare con lui i fratelli Charles Herbert, Frederick, Norman e John Henry.

### Il successo della Kraft Foods
Nel 1909, Kraft divenne ufficialmente presidente della J.L. Kraft & Bros. Company, che in seguito diverrà la Kraft Foods Inc. Nel 1914, la Kraft aprì il suo primo stabilimento di produzione di formaggio a Stockon, nell'Illinois. Nel 1916, la Kraft brevettò un metodo per pastorizzare il formaggio in modo tale che resistesse al deterioramento e potesse conservarsi durante i lunghi viaggi. La società crebbe rapidamente, estendendo il suo business in Canada nel 1919. Durante la prima guerra mondiale, la Kraft si arricchì grazie al governo statunitense, che acquistò dall'azienda del formaggio in scatola da destinare ai soldati impegnati nel conflitto. A metà degli anni 1920, Kraft inaugurò una comunità di resort di golf e tennis alla moda a Lake Wales, in Florida, che gestiva assieme a Carl e Bertha Hinshaw. Tuttavia, problematiche economiche, fra cui il crollo del mercato azionario dell'ottobre del 1929, spinsero la Kraft ad abbandonare tale attività. Uno dei beni immobili di Lake Wales un tempo appartenuti alla Kraft, lo Chalet Suzanne, verrà gestito dalla famiglia Hinshaw. Nel 1928, la Kraft Foods si fuse con la Phenix Cheese Company. Nel 1931 la Kraft-Phenix, che deteneva aziende in trenta stati degli USA e vantava un organico di diecimila dipendenti, venne acquistata dalla National Dairy Products Corporation. Nel corso degli anni, la Kraft introdusse molti prodotti e tecniche di marketing inedite che resero l'azienda uno dei principali produttori alimentari del Nord America. Fra questi si segnala il celebre prodotto Miracle Whip, che verrà presentato per la prima volta all'Esposizione universale di Chicago del 1933 e il Kraft Dinner, maccheroni al formaggio che avranno grande fortuna in Canada. Nel 1948, James Kraft assunse il ruolo di presidente del consiglio di amministrazione dell'azienda.

### La morte
Kraft morì a Skokie, nell'Illinois, nel 1953, e venne sepolto nel locale Memorial Park Cemetery and Crematorium.